# Agostinho de Sousa Pinto de Barros Cachapuz
Agostinho de Sousa Pinto de Barros Cachapuz (Chaves, 31 de Julho de 1786 - Chaves, 7 de Agosto de 1864), filho de José Joaquim de Sousa Pinto de Barros e de Teresa Maria da Conceição de Sousa de Barros veio ao mundo na Casa da Vedoria em Chaves em cuja Igreja de Santa Maria Maior foi baptizado. Faleceu na Rua Direita, tendo sido sepultado no cemitério da cidade.
Fidalgo da Casa Real, Fidalgo de Cota d'armas (Carta de Brasão de 24.III.1812 de D. João Príncipe Regente com as Armas dos Sousas, dos Pintos e dos Ribeiros). Foi 4º Senhor da Casa da Vedoria em Chaves e negociante na Vila de Chaves e na Cidade do Porto onde casou com D. Maria Fortunata Pinheiro. Segundo tradição familiar participou nas Guerras entre os invasores Franceses e nas lutas entre os Reis D. Pedro IV e D. Miguel foi Coronel de Milícias da Feira e do Regimento de Milícias de Bragança, onde serviu sob as ordens do Marquês de Chaves. Foi condecorado com a medalha da Efígie Real tendo sido um destacado defensor do Legitimismo.
Teve dez filhos, alguns ilustres, entre os quais Luís de Sousa Pinto de Barros Cachapuz, Pedro de Sousa Pinto de Barros Cachapuz e João de Sousa Pinto de Barros Cachapuz.